# Joachim Schlör
Joachim Schlör (* 1960 in Heilbronn) ist Kulturwissenschaftler und seit 2006 Professor am Parkes Institute for Jewish/non-Jewish Relations an der University of Southampton. Zuvor lehrte er an der Universität Potsdam und leitete das Kompetenznetz Jüdische und Rabbinische Studien. Als geistiger Vater des DFG-Graduiertenkollegs Makom („Ort und Orte im Judentum, 2001–2007“) hat er nachhaltig zum „spatial turn“ in den jüdischen Studien beigetragen.

## Leben
1980/81 war Joachim Schlör mit Andreas Maislinger Freiwilliger im Polenreferat von Aktion Sühnezeichen/Friedensdienste.
Von 1993 bis 1999 arbeitete er als wissenschaftlicher Mitarbeiter am Moses Mendelssohn Zentrum für europäisch-jüdische Studien, später als wissenschaftlicher Assistent am Lehrstuhl Neuere Geschichte II der Universität Potsdam.
Im Jahr 2006 wurde Joachim Schlör als Professor of Modern Jewish/non-Jewish Relations an die University of Southampton berufen.
Im Sommersemester 2014 war er Kurt-David-Brühl-Gastprofessor für Jüdische Studien am Centrum für Jüdische Studien in Graz.
2021 veröffentlichte er das Buch Im Herzen immer ein Berliner. Jüdische Emigranten im Dialog mit ihrer Heimatstadt.
Trotz seiner Professur in Southampton wohnt er in Berlin.

## Veröffentlichungen (Auswahl)
- Das Ich der Stadt. Debatten über Judentum und Urbanität. Vandenhoeck & Ruprecht, Göttingen 2005
- Das Denkmal für die ermordeten Juden Europas. Memorial to the Murdered Jews of Europe. Prestel Verlag, München 2005
- Endlich im Gelobten Land? Deutsche Juden unterwegs in eine neue Heimat. Aufbau-Verlag, Berlin 2003
- Hotel Europa. Notizen von den Rändern des Kontinents. Wissenschaftliche Buchgesellschaft, Darmstadt 2000
- Tel-Aviv: Vom Traum zur Stadt. Reise durch Kultur und Geschichte. Bleicher, Gerlingen
  - englisch: Tel-Aviv. From dream to city. Reaktion, London 1999
- „Das versteht sich nicht von selbst…“ – Cela ne va pas de soi, in: Freddy Raphael, Utz Jeggle (Hrsg.): D’une rive a l’autre. Rencontres ethnologiques franco-allemandes. Kleiner Grenzverkehr. Deutsch-französische Kulturanalysen. Maison des sciences de l’homme, Paris 1997, ISBN 2-7351-0682-9, S. 285–304
- Nachts in der großen Stadt. Paris, Berlin, London 1840–1930. Artemis und Winkler, München 1991
  - englisch: Nights in the big City. Reaktion, London 1998